# Tribalj
Tribalj je naselje u zaleđu Crikvenice, u Vinodolskoj općini. Naselje se smjestilo na raskrižju putova između Drivenika i Grižana. Mjesto ima 612 stanovnika, prema popisu iz 2001. godine. Pripada poštanskom uredu 51243 Tribalj.
U tribaljskom zaseoku Stranče otkrivena je starohrvatska nekropola, koja datira od kraja VIII. do XI. stoljeća. Tribalj od 1804. postaje župa Pohođenja Blažene Djevice Elizabeti te se crkva dograđuje, a krajem 19. st. iz tvrtke Ferdinand Stuflesser dobiva glavni oltar i propovjedaonicu, zatim 1902. g. dva bočna oltara iz tirolske radionice Ferdinand Stuflesser, mjesto St. Ulrich, Južni Tirol.
U Triblju se nalazi akumulacijsko jezero: Tribaljsko jezero.

## Stanovništvo
| broj stanovnika | 833   | 997   | 1030  | 1107  | 1228  | 1187  | 1090  | 1084  | 795   | 898   | 785   | 710   | 627   | 625   | 612   | 621   | 596   |
|                 | 1857. | 1869. | 1880. | 1890. | 1900. | 1910. | 1921. | 1931. | 1948. | 1953. | 1961. | 1971. | 1981. | 1991. | 2001. | 2011. | 2021. |

## Šport
- NK Turbina Tribalj